# Crema bruciata
La crema bruciata è una preparazione di pasticceria o di cucina e fa parte dei dolci tipici sardi. È composta da pasta sfoglia e crema pasticcera e ricoperta di zucchero che viene fatto fiammeggiare appoggiandovi un ferro rovente. Viene commercializzata nella zona di Alghero della Sardegna nord-occidentale.
Pare sia molto simile al pastel de nata portoghese. Alcuni legami si hanno anche con la crema catalana, dato che Alghero è una città di cultura catalana.